# 西部戦線 (第一次世界大戦)
第一次世界大戦における西部戦線（せいぶせんせん）は、ドイツとイギリス・フランスをはじめとする連合国の戦いであり、ベルギー南部からフランス北東部にかけて戦線が構築された。

## 概要
1914年6月28日に発生したサラエボ事件に端を発し、同年7月28日にオーストリア＝ハンガリー帝国はセルビアに宣戦布告した。これを受けて、ロシア帝国は7月30日に、ドイツ帝国は8月1日に、そしてオーストリアは8月4日に、それぞれ総動員を発令した。
ドイツ軍は直ちにベルギーおよびルクセンブルクに侵攻し、さらにフランス北東部の工業地域を掌握しようと試みた。しかし、緒戦の一連の勝利によってパリ付近にまで攻め寄せたドイツ軍部隊は第一次マルヌの戦いにおける敗北によって、フランス軍の殲滅に失敗し、戦線を後退・整理させた。この後、スイスからイギリス海峡にいたるまで戦線が構築され、前線の両側では塹壕が掘り進められた。この戦線は第一次世界大戦のほとんどの期間を通じて大きく変化することはなかった。
1915年から1917年にかけて、西部戦線においては両軍とも大規模な攻勢を数回行っているが、巧妙に構築された塹壕戦に配置された側防機関銃、有刺鉄線などによって防御側の優勢が確立しており、攻撃側には大量の犠牲者が続出し、攻勢は失敗することが多かった。この結果として攻勢による前線位置の変化はほとんど生じなかった。1916年には、ヴェルダンの戦い及びソンムの戦いが行われたが、両陣営に甚大な死者を出したのみで、戦局の決定的な転換には至らなかった。
このような行き詰まりを打開しようと、機関砲・毒ガス・戦車・飛行機などの多くの新兵器が導入されたが、これらの兵器も決定的な優位を生じさせることはできなかった。
1918年にいたると、ドイツ軍の春季大攻勢（カイザーシュラハト）の失敗やアメリカ軍の参戦などによる連合国軍の戦力的優位により、ドイツ軍司令部が敗北を認識し、同年11月にドイツ政府が休戦協定を受諾するに至った。

## 1914年 - ドイツ軍によるベルギー・フランス侵攻

### シュリーフェン・プラン
第一次世界大戦直前の時期において、ドイツ陸軍は西方諸国の攻勢にあたって、シュリーフェン・プランと呼ばれる計画を作成していた。これは戦争勃発直後にベルギーを通過してフランス北東部へと侵入し、その後南方へと方向転換して首都のパリごとフランス軍を片翼包囲する計画であった。この計画は小モルトケによって一部手直しされたものの、おおむね計画に則り戦争は開始された。

### ドイツ軍によるベルギー侵攻
ベルギーは各国が総動員を発令し戦時体制をとる中、8月1日正午、ベルギー王国はアルベール・ド・バッソンピエール男爵を、駐白ドイツ大使館に派遣し動向を探らせたが、クラウス・フォン・ベロウ＝ザレスキエ大使は「何も心配いりません」と返答した。8月2日、ドイツがルクセンブルクに侵攻する中、ジュリアン・ダヴィニョン外相は再度駐白ドイツ大使館を訪問し、ベロウ大使から「隣の家が焼けても、あなたの家は大丈夫だ」と回答を受けた。この会談の後、ベロウは本国からの開封指示により、7月29日時点で受け取っていた封書を開封してドイツ軍の通行権を要求する最後通牒をベルギー外務省に提出した。
8月2日午後7時に、上記の最後通牒を受け取ったベルギー国王アルベール1世は、同日午後9時の閣議で「ベルギーは道ではない、国だ」と発言し、中立国としてこれを明確に拒絶した。ベロウはアーヘンに急行し、ベルギー抗戦の意思を伝えた。また、アルベール1世はリエージュのマース川（仏：ムーズ川）の橋梁や、ルクセンブルク国境の橋梁及び鉄道を破壊させた。
ベルギーの中立自体は1839年のロンドン条約によってイギリス・フランス・プロイセン・オーストリア・ロシアから保証されていた。古証文ではあるが、アルベール1世は局外中立が可能と信じていた。中立の実質はイギリスの国益から生じたもので、ベルギーを含むフランダース地方とオランダのいわゆる低地諸国（ネーデルラント）を一強国の支配に任せたくないという意図からである。アルベールはしかし中立自体に価値を置き、どの他国の侵犯に対しても徹底的に抗戦するつもりだった。
しかしながら、国王の勇ましい発言とは裏腹に当時のベルギー軍は長期間の中立と勢力を増した社会主義政党の軍事軽視ないし無関心により、とても整備されていたとは言えない状況であった。参謀本部の将校は主としてフランスで教育を受けており、攻撃精神ばかり身につけ、ベルギーの実状とはかけ離れた攻勢作戦計画ばかりを練っていた。当時の西欧諸国で経済力に見合った形での軍事能力としてはおそらく最悪であり、開戦時、現役兵4万8000人と予備役10万人でスタートしたがこれでは6個師団と要塞守備隊は充足できない。装備も旧式で、軍服に至ってはナポレオン時代の物を使いまわしている有様であった。
ドイツ第1軍（司令官クルック）と第2軍（司令官ビューロウ）は1914年8月4日にベルギーに侵攻した。
ベルギーにおける最初の戦闘はリエージュ包囲戦である。リエージュ要塞の周囲には複数の堡塁が構築されており、予想しなかった抵抗に遭遇したドイツ軍は、8月5日に一度撃退されたため民間人への殺戮を行った。さらに、8月6日にはツェッペリン飛行船による空爆を行って、翌8月7日にリエージュ陥落に成功した。ベルギー軍はアントウェルペン（英：アントワープ）およびナミュールへと後退した。この戦いによって、ドイツ軍の進撃が2日間遅延し、その結果、連合国側が交戦準備を整えることが出来たとされている。
ドイツ軍はアントウェルペンを回避して進撃したが、これにより後背に危険が残されることになった。ナミュールは23日に陥落した（ナミュール包囲戦）。
8月中にアルベール1世らはフランスのル・アーヴルに亡命し、亡命政府を樹立した。ドイツ軍は、10月までにアントウェルペンや首都ブリュッセルをも陥落させた。
ベルギー軍の抵抗自体は軽微な物であったが、ドイツ軍にとっては想定外でありこの遅延はシュリーフェン・プランに大きな狂いを生じさせ始めていた。シュリーフェン・プランはロシア軍の動員力の遅れを前提に作られており、ロシア軍が動員を完了させる前に迅速に西部戦線の英仏軍を撃破しなければならなかった。そのため、連日の強行軍により兵士たちは憔悴しきっており、更にベルギーの軍民が国内の鉄道網を破壊したため、シュリーフェン・プランに基づいた左翼から右翼への輸送が困難となった。

### プラン17
戦争前のフランス軍においては、対ドイツ戦を予想してプラン17と称されていた。この計画案では戦争開始と同時にアルザス＝ロレーヌを奪取することとされていた。8月14日に開始された進撃ではロレーヌのサールブールとアルザスのミュルーズが第一目標とされた。ドイツ軍は、シュリーフェン・プランに従い、フランス軍に対してより過大な損害を与えながら徐々に後退した。フランス軍はミュルーズを占領し、サールブールの一歩手前まで迫ったが、フランス北東部での大敗により撤退を余儀なくされる。

### ドイツ軍によるフランス侵攻

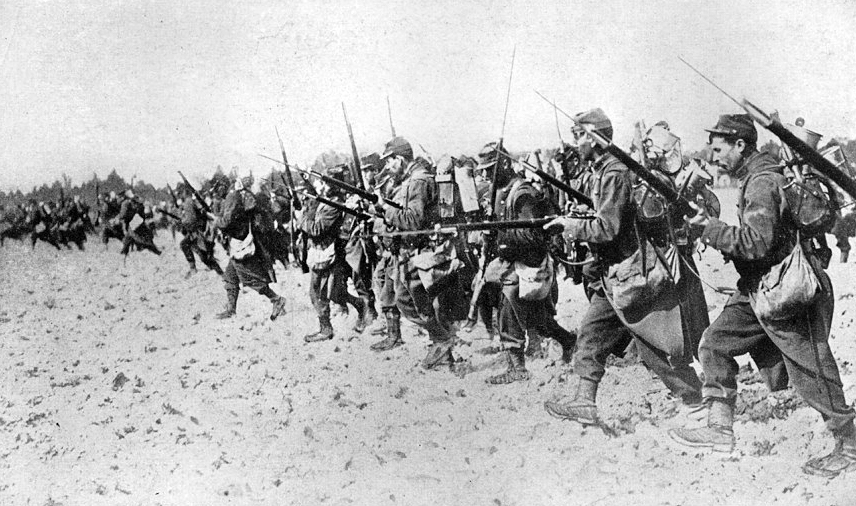
フランス軍部隊の銃剣突撃

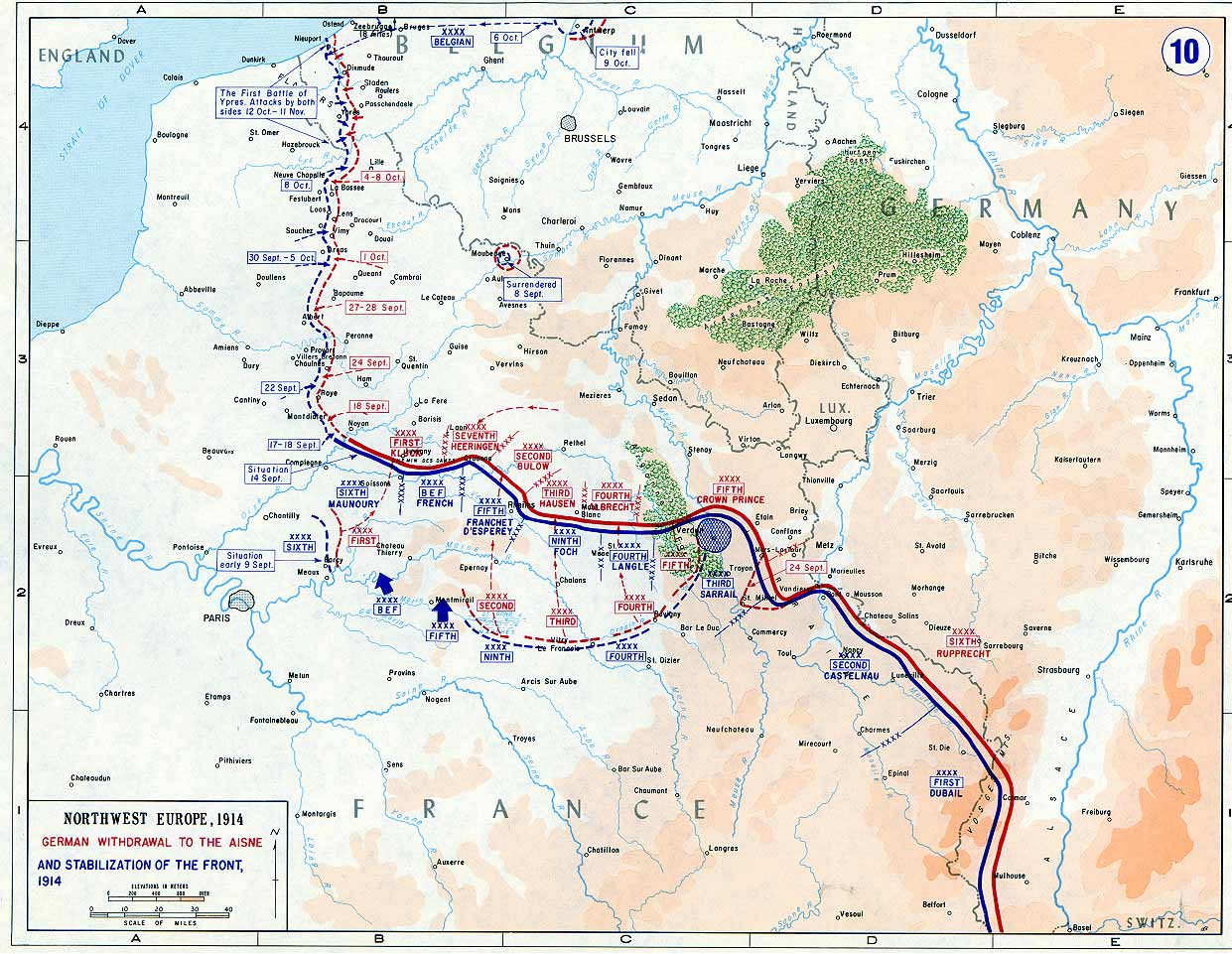
西部戦線の形成と「海への競争」
1914年

ルクセンブルクおよびベルギーの抵抗を粉砕しつつ、ドイツ軍は進撃を続けていた。8月後半になるとドイツ軍部隊はフランス北部に到達し、その地域で待ち受けていたジョゼフ・ジョフルの率いるフランス軍およびジョン・フレンチ率いるイギリス海外派遣軍（BEF）との間でフロンティアの戦いと称される戦闘が発生した。シャルルロワの戦いおよびモンスの戦いなどの緒戦に敗北した連合国は後退を余儀なくされた。
さらにル・カトーの戦い、モブージュ包囲戦、ギーズの戦い（サン＝カンタンの戦い）などの戦闘においても多量の死傷者が発生した。ドイツ軍はパリまで70キロの地点にまで到達したが、9月6日から12日までの第一次マルヌ会戦において進撃が停止した。莫大な損害を顧みず反撃（第一次エーヌの戦い）に転じたフランス軍によって、ドイツ軍はエーヌ川のラインにまで後退し、その位置で持久をはかるために塹壕を構築し始めた。緒戦において攻撃側の不利を悟っていたフランス軍もこれを見ると進撃を停止した。このようにしてその後3年間継続される西部戦線が構築される事になった。
敵の後背を突こうとして両軍は北へと延翼運動を始め、その結果「海への競争」によってスイスからイギリス海峡に至るまでの塹壕線が形成された。

## 1915年 - 膠着化

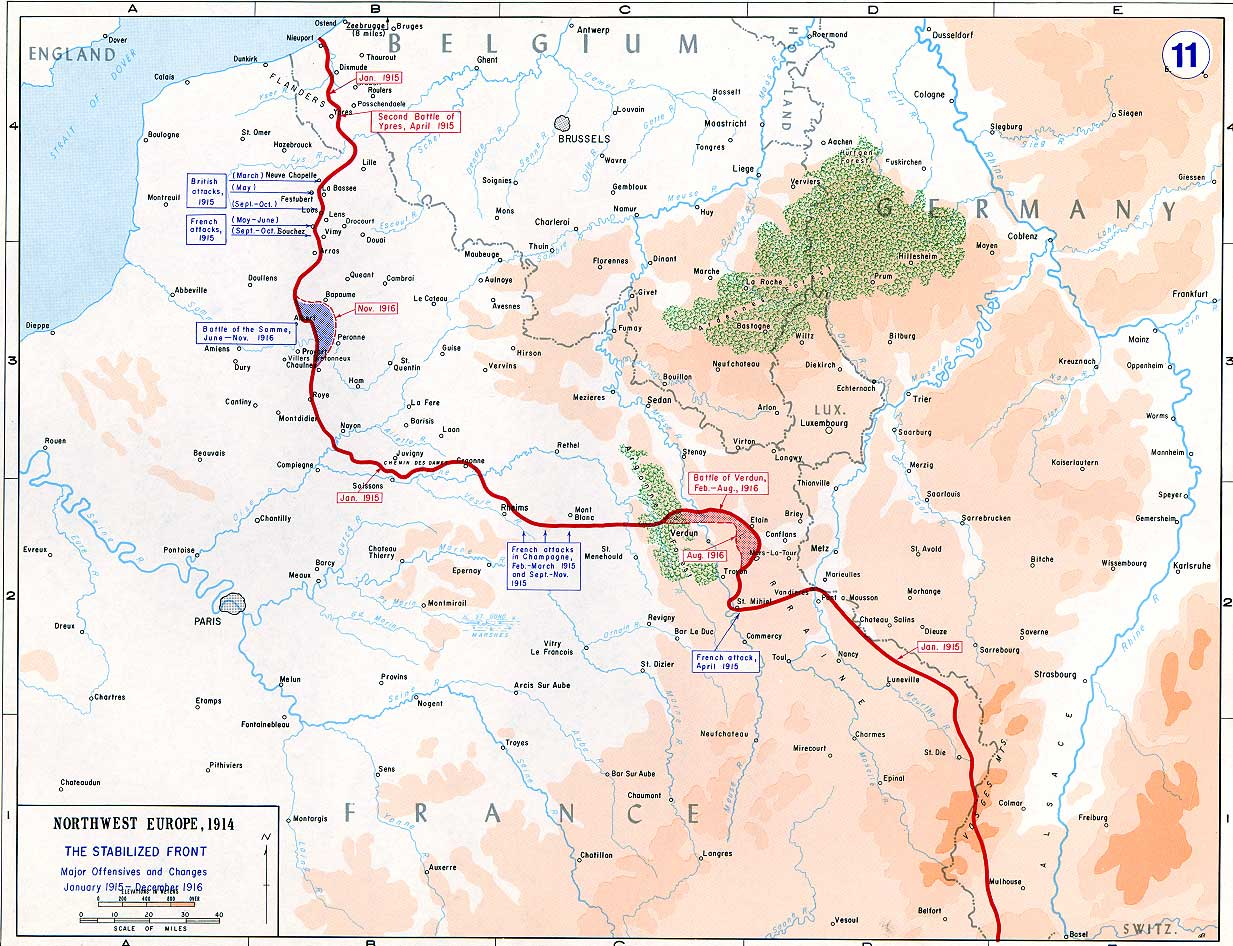
西部戦線の地図
1915年から16年

ヴォージュと海岸線との間、コンピエーニュ付近の前線には、ノワイヨンという町の近くで突起部が生じていた。1915年に入りジョフルはこの突起部の解消を目的とし、両腹から進撃してドイツ軍を包囲しようと試みた。イギリス軍は北方のアルトワを、フランス軍はシャンパーニュを攻撃することになった。
5月10日のイギリス軍の進撃ではオーベル山稜（Aubers Ridge）を巡るヌーヴ＝シャペルの戦いが発生した。3キロの前線に4個師団がひしめき合って進撃したイギリス軍による530門21万発、35分間続く激しい砲撃の後に歩兵による突撃が開始され、4時間後には目標の村を占領できた。しかしその後の進撃は糧食と通信の不足によって思うように進まなかった。ドイツ軍は予備部隊を投入して反撃に転じた。イギリス軍は事前の砲撃で砲弾の備蓄の3分の1を消費してしまっていたのであって、ジョン・フレンチ将軍は最初の攻撃の成功にもかかわらず作戦が失敗した原因をそのことに帰している。

### 毒ガス戦
ドイツ軍は防御側の有利を自覚して持久戦を覚悟していたが、東部戦線における攻撃計画の偽装をかねて、ベルギーの小村イーペル付近での攻勢を計画した。この町は1914年11月に行われた第一次イーペル会戦においてイギリス軍が多大な犠牲を払って占領した場所であった。2日間の砲撃の後にドイツ軍陣地から風下に位置するイギリス軍陣地に向かって塩素ガスが散布された。黄緑色のガスにより窒息状態となった兵士たちは、パニックに陥って4マイルにわたる前線が崩壊した。このような成功を予期していなかったドイツ軍は目立った進撃をおこなわず、カナダ軍が前線に到着することで元の前線は回復された。第二次イーペル会戦は世界初の大規模毒ガス戦として記録されており、170トンの化学物質が使用され、5000名の兵士が数分の内に死亡したと推定されている。毒ガスの使用は1899年に制定されたハーグ陸戦条約違反であった。
2日後にも毒ガス使用が繰り返され、この時は3マイルの英仏側前線が後退した。この後英仏軍はガスマスクなどの防護手段を導入したため、毒ガスの成果はあがらなくなった。1年後の4月27日にイーペルの40キロ南で発生したユリュックの戦い（Battle of Hulluch）ではアイルランド第16師団に対して大規模な毒ガス攻撃が行われたが、攻撃は失敗に終わっている。

### 連合国の攻勢継続

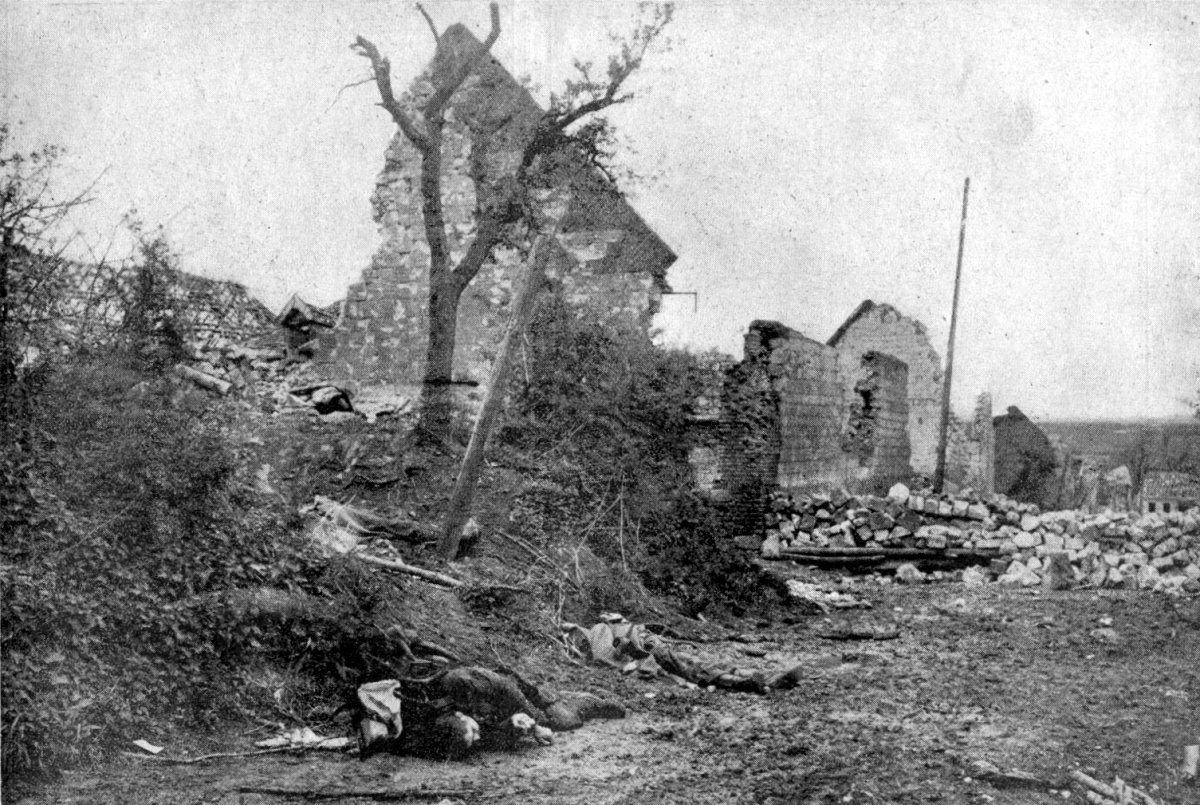
フランス軍により再占領されたカロンシー（Carency）の様子

1915年春における連合国軍最後の攻撃はヴィミー山稜（Vimy Ridge）を目標とした第二次アルトワ会戦である。フランス第10軍が5月9日に6日間の事前砲撃の後に進撃し5キロの前進に成功した。しかしドイツ軍は機関銃陣地を強化した上で砲撃を始め、これに耐えかねたフランス軍は15日には進撃が停止された。
1915年の秋には「フォッカーの懲罰」と称されるドイツ空軍の攻勢が開始され、連合国側の全ての偵察機が前線付近から駆逐された。偵察機は砲撃の評価や塹壕の航空写真の為に利用されていたが、プロペラと機関銃の同調機を備えたドイツ機に全く対抗できなかった。
1915年9月に連合国軍は第二次シャンパーニュ会戦と称される攻撃を実行した。夏の間中フランス軍はこの攻撃の準備を行っており、イギリス軍ではフランス軍との共同体制を緩和することで前線の主導権を掌握しようと試みていた。事前砲撃の目標は航空写真により決定された。攻撃は9月22日に開始された。歩兵による突撃は25日に行われ、ある程度の進撃に成功した。しかしこの攻撃を予想していたドイツ軍は前線の後背に3キロから6キロにもおよぶ縦深陣地を構築しており、月末になるとフランス軍の進撃は頓挫してしまった。
25日にはイギリス軍もルースにおいてルースの戦いを、英仏軍が第三次アルトワ会戦を開始した。4日間の事前砲撃によって250,000の砲弾と5,100の塩素ガス弾が消費された。攻撃には2個軍団が攻撃正面に、さらに別の2個軍団がイーペルでの側面支援に用いられた。イギリス軍には機関銃の攻撃による多大な死傷者が発生し、その成果はほとんど得られなかった。10月13日の攻撃においては多少は改善されたが期待されたほどの結果はなかった。シャンティイでの連合軍諸国会議（1915年12月6日 - 12月8日）後、12月10日にイギリス軍指揮官のジョン・フレンチは更迭され、ダグラス・ヘイグが後任となった。

## 1916年 - 砲撃戦と消耗
ドイツ軍の総司令官を務めるエーリッヒ・フォン・ファルケンハインは、既に西部前線の突破は不可能となったと思っていた。戦争に勝利するためには、フランス軍に対して耐えきれないほどの死傷者を与えることが必要であると考えた彼は、消耗戦の考えに則って攻撃を計画した。
この攻勢計画においては2つの戦略が導入された。一つめは無制限潜水艦作戦の実行である。これは主にアメリカ合衆国より供給されていた英仏軍の糧食を遮断することを目的としている。もう一つはフランス軍に対する「効率的な」攻撃である。地形的にフランス軍が不利な地区において攻撃を仕掛け、それによって敵の死傷者数対自軍の損耗比を最大にすることを意図とした。攻撃目標としては、フランス軍が戦略上およびプライドの観点から絶対に撤退することのできない箇所を選定した。結果としてパリへの直線進路にあたる町ヴェルダンが選出され、作戦名「処刑場」（Gericht）が開始された。
ファルケンハインは攻撃を行う前線の幅を3キロから4キロに制限した。これによって火力の集中が可能になり、さらにフランス軍の反攻も難しくなる。予備部隊を前線背後に控置し、即座に前線に送れるよう鉄道網を整備した。攻撃前には航空機をヴェルダン付近に集中させ、フランス軍の偵察を不可能にするために制空権を確保しようと試みた。しかし5月にフランス軍において最新式のニューポールの戦闘機が導入されたため、両空軍の間に激しい消耗戦が展開されることになった。

### ヴェルダンの戦い
風雪による9日間の遅延の後、ヴェルダンの戦いは1916年2月21日に開始された。熾烈な8時間の事前砲撃の後にドイツ軍はヴェルダン要塞の周囲に配置されている堡塁群に接近していった。火炎放射器などを用いたドイツ軍に対してフランス軍は激しく抵抗したが、ドゥオモン要塞が占領された。しかしフランス軍に増援が到着し始め、2月28日にはドイツ軍の進撃が鈍り出した。
ドイツ軍は目標をル・モルトンム丘（Cumières-le-Mort-Homme）に転換し、5月にはこの丘の占領に成功した。ドイツ軍はジホスゲンガスなどを用いて6月7日にヴォー要塞を攻略し、ヴェルダンから1キロの位置にまで迫ったが、ロシア軍（6月4日、ブルシーロフ攻勢）、イギリス（7月1日 、ソンムの戦い）およびイタリア（8月6日、第六次イゾンツォの戦い）の他戦線での攻勢により攻撃を止めた。
夏の間には移動弾幕射撃に習熟したフランス軍が少しずつ前進し、1916年12月にはヴォー要塞を奪還した。

### ソンムの戦い
ヴェルダンの防衛に成功したフランス軍であったが、その人的損失は莫大な量にのぼった。そのために翌1917年春に計画されていたソンム川付近での攻勢計画は、イギリス軍が主体となることに変更された。フランス軍および東部戦線で苦戦を続けるロシア軍の負担を軽減するために、イギリス軍による攻撃が予定されていることは敵味方のいずれにも明らかであった。激しい雨が止んだ後7月1日にピカルディのイギリス軍師団は右翼のフランス第6軍と共に前進を開始し、ソンムの戦いが開始された。7日間にもおよぶ砲撃が行われたが、よく整備されていたドイツ軍陣地の塹壕はほとんど破壊されず、地下の待避壕に待機していたドイツ軍兵士の損失も極めて少なかった。この攻撃によって英陸軍史上最大の損失が発生し、一日の攻撃で57,000人の死傷者が出たと記録されている。
ヴェルダンにおける空戦を研究したフランス軍は新たな戦闘機をソンムでの戦闘に導入した。連合国軍はソンムにおける制空権確保に成功し、これを受けてドイツ軍では個人的技量にたよっていた空戦技術からチームを組んだ集団戦技へと改革し始めた。

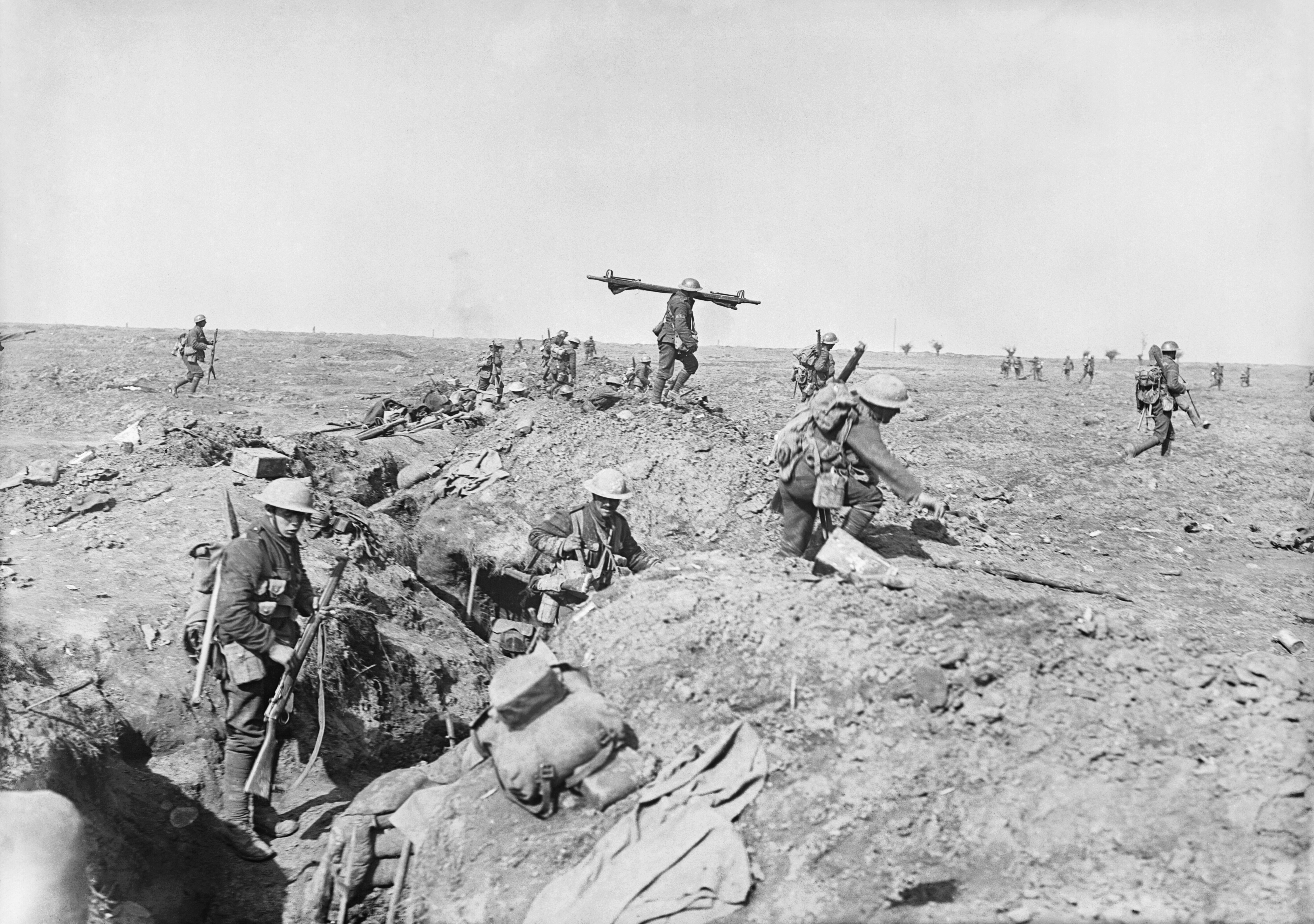
ジンジー（Gingy）付近での英軍部隊の前進

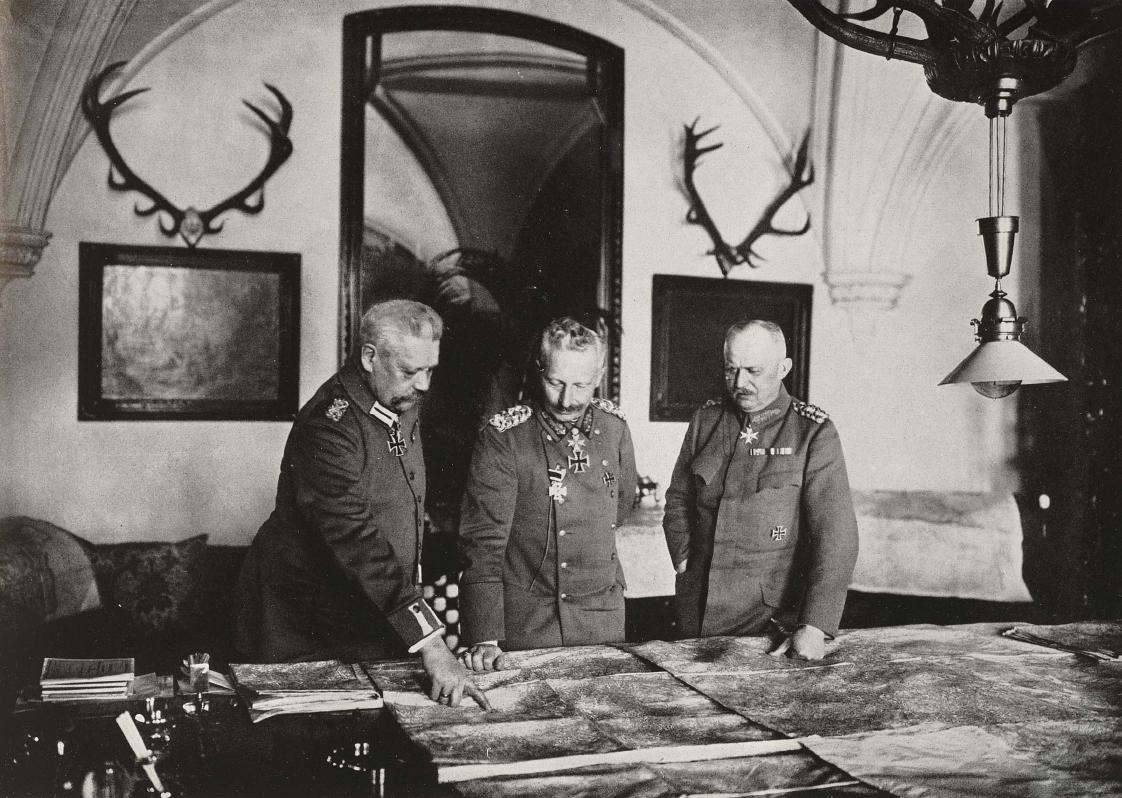
プレス城における独軍最高統帥（左から参謀総長ヒンデンブルク、皇帝ヴィルヘルム2世、参謀次長ルーデンドルフ）

参加師団の再編の後に戦闘は7月から8月を通して続けられ、ドイツ軍の増強にもかかわらずイギリス軍は多少の成功を見た。8月になるとヘイグ将軍は突破は不可能となったと結論し、戦略を少数の分隊からなる戦術に転換した。
ソンムの戦いの終盤において注目されたのが、世界初の戦車の登場である。終盤戦においては、13個のイギリス軍師団と4個フランス軍軍団が参加した。攻撃により場所によっては3.2キロから4.1キロ程度の前進に成功したが、これに戦車が寄与するところは大きくなかった。これは用意された戦車の絶対数が不足していたことと、整備不良によっている。10月から11月上旬にも戦闘は継続され、多数の死傷者を出し続けた。ソンムの戦い全体で見ると、前線を5マイル程度前進させた見返りとして60万人もの犠牲者が発生した。これに対してドイツ軍の死傷者は46万人であった。
ソンムの戦いが契機となって新たな歩兵戦術が考案された。7月1日に発生した手ひどい損害にもかかわらず、ある師団では目標地点への到達に成功していたことに注目したイギリス軍司令部では、数十人の兵から構成される小隊が戦闘単位として有用であると結論づけた。数十人からなる兵士集団の組織的運用はドイツ軍およびフランス軍においては既に実行されていることであったが、ソンムの戦いにおけるイギリス軍の最小戦闘単位は120人で構成される中隊であった。一年後には10名程度の兵士が単位として運用されることになった。

### ヒンデンブルク線
1916年の8月にはドイツ軍の指導部が交代し、ファルケンハインが辞任した参謀総長の職にパウル・フォン・ヒンデンブルクが就任した。実際の指揮はタンネンベルクの戦いからヒンデンブルクの下で参謀役を務めたエーリッヒ・ルーデンドルフが参謀次長として行った。ルーデンドルフはヴェルダンとソンムでの戦闘によって、ドイツ軍の攻撃能力が低下していたことから1917年の西部戦線では防御的な戦略をとり、他の戦線において攻勢をかけることを決定した。
ソンムの戦いとその後の冬の期間を利用して、ドイツ軍は前線にヒンデンブルク線と称される要塞群の建設を行っていた。ルーデンドルフの意図したのは、凹凸が生じている西部戦線を整理し、人的資源にやや劣るドイツ軍でも十分な防御が行えるようにすることであった。この要塞群はアラスからサン＝カンタンまでを繋いでおり、1916年11月にイギリス軍の偵察機によって初めて確認された。

## 1917年 - イギリス軍による主導権確保

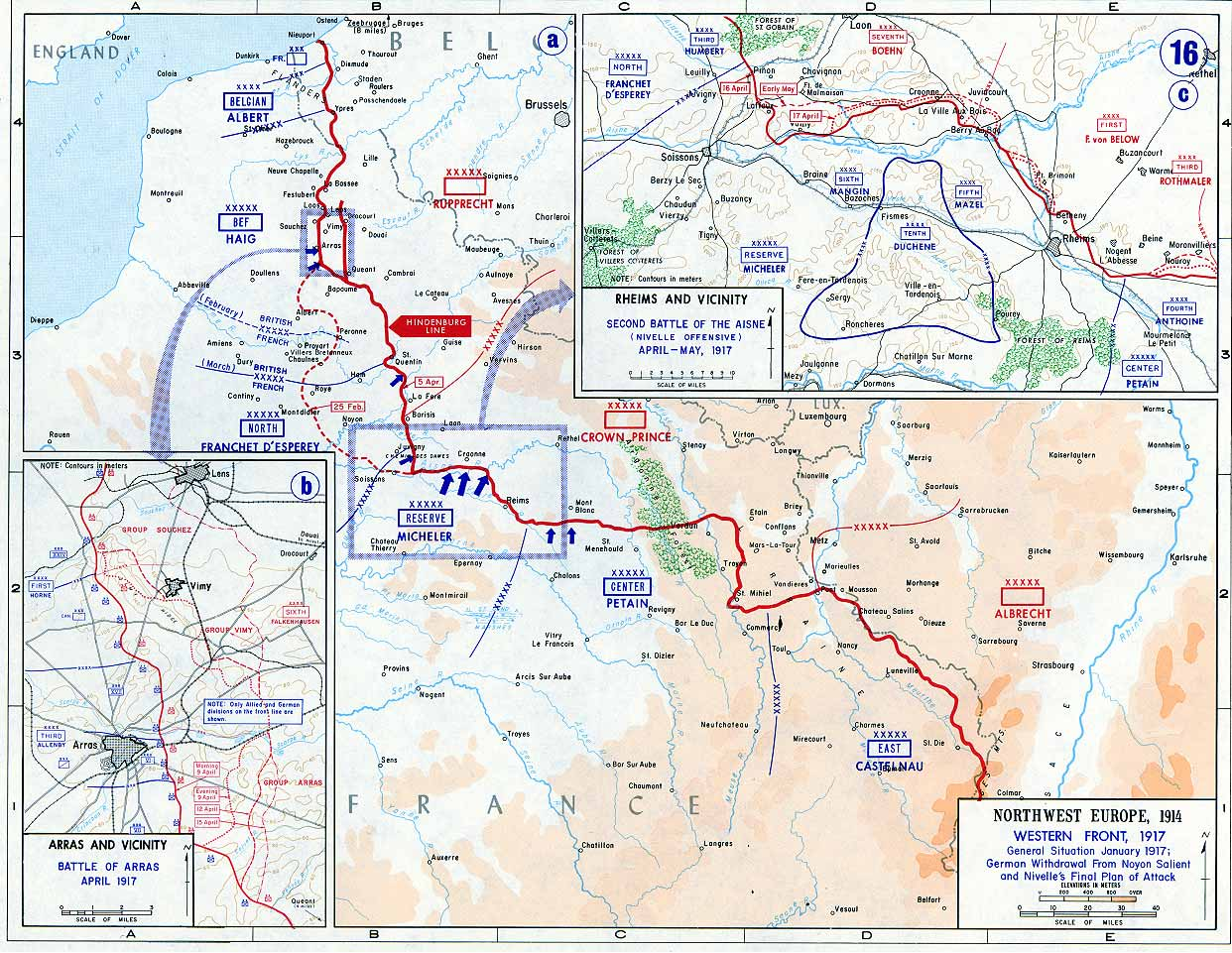
西部戦線の地図（1917年）

ヒンデンブルク線への後退計画はアルベリッヒ作戦と名付けられた。翌1917年2月9日に開始された撤退は4月5日に完結した。ノワイヨンへの攻撃を意図していたフランス軍の計画はこれによって空振りに終わった。イギリス軍においては、この後退はソンムでうけた損害によるものであるとの主張がなされ、ドイツ軍が疲弊しているとの印象を与えていた。
一方で4月6日にアメリカ合衆国が連合国側に立って参戦した。これはUボートによる無制限潜水艦作戦の再開や、ツィンメルマン電報事件が原因である。一時はイギリスの物資補給に深刻な影響を与えていた潜水艦作戦も、護送船団の導入によって被害数が劇的に減少した。
1917年4月にイギリス軍はアラスの戦いを開始したが、ヴィミー山稜の戦いにおけるカナダ軍団およびイギリス軍第5歩兵師団の成功にもかかわらず、戦線拡大は失敗に終わった。
1917年の冬になると、ドイツ空軍の戦術改善が効果を上げ始めた。ヴァランシエンヌに設置されていた飛行学校における訓練によって、ロッテ戦術と称される2機の戦闘機を用いた戦術が導入された。これによって英仏軍の戦闘機には多大な損害が生じた。特にイギリス軍では機体の更新時期にあたり、新兵の訓練も行き届いていなかった為に大きな損害が生じた。アラスの戦いにおける搭乗員の損失は、ドイツ軍の114人に対してイギリス軍では316人であった。

### フランス軍の戦意消失
同月にフランス軍の将軍ロベール・ニヴェルは新たな攻勢計画を指令している。後にニヴェル攻勢と称されることになったこの攻撃計画においては、一週間の準備砲撃に後に120万人の兵士が戦車と共に進撃することになっていた。この時点ではドイツ軍が制空権を手中に収めており、ニヴェルの提唱した移動弾幕射撃の効果は思ったほどあがらなかった。ヒンデンブルク線における堅固なドイツ軍防御陣地に突撃した兵士の多くが死傷した。一週間の内に10万人もの死傷者が出た事実に加え、事前にニヴェルが成功を予告していた事が災いし、フランス軍部隊の間に不穏な空気が広がっていった。
5月3日にヴェルダン戦を戦ったフランス第2師団の一部が与えられた命令を拒絶し、酒を片手にして武器を放棄し始めた。あまりに多くの命令拒否に直面した士官達は兵を罰する事ができず、厳しい処置はとられなかった。反乱がフランス軍全体を襲い、合計54の師団において同様の事件が発生し、2万名の兵士が脱走した。愛国心に訴え、環境の改善を図る事で、兵士を塹壕に戻らせる事には成功したが、兵士達が攻撃命令には従わないであろうことは明らかであった。5月15日にニヴェルは解職されヴェルダン戦前半を指揮したフィリップ・ペタンがその後任に就任した。フランス軍は翌年になっても防御的な戦略に終始し、攻勢計画は全てイギリス軍にゆだねている。

### イギリス軍の攻勢
6月7日にイギリス軍の攻勢がイーペルの南方のメシヌにおいて開始された（メシヌの戦い）。1914年の第一次イーペル会戦において占領されていたこの地を奪還するために、1915年から工兵がトンネルを掘り進めており、ドイツ軍陣地の直下に455トンもの爆発物が設置された。4日間の砲撃の後にこの爆発物が点火され、1万人ものドイツ兵が死亡した。さらに攻撃が続けられたが、陣地の奪取には失敗した。折からの雨によって地面は泥にまみれており、双方の兵士に手ひどい消耗が生じた。
1917年7月11日、ドイツ軍は新兵器としてガス弾を使用した。これまでに使用されていた塩素ガスは砲弾につめることができるほどの量では効果が薄かったが、ドイツではマスタードガスを開発し、これを砲弾に積載した。マスタードガスは糜爛性を有しており使用後数日間は地表近くに堆積したため、兵士のモラール（士気）に影響を与えた。連合国もドイツに続いてマスタードガスやホスゲンガスなどの毒ガスの使用を行った。
6月25日にアメリカ合衆国から初めての兵士が到着し、アメリカ合衆国遠征軍が組織された。しかし米軍が塹壕に向かうのは10月の第1歩兵師団まで待たなければならなかった。訓練を受けておらず、装備も貧弱であった米軍は当初は副次的な任務に従事している。しかしアメリカの参戦によって英仏軍の士気は劇的に向上している。
さらにイギリスの同盟国である日本が、巡洋艦「明石」および樺型駆逐艦計8隻からなる第二特務艦隊を派遣、後に桃型駆逐艦などを増派し合計18隻を派遣し、インド洋と地中海でイギリスやフランスなどが持つ世界各地の植民地からヨーロッパへ向かう輸送船団の連合国側商船787隻、計350回の護衛と救助活動を行った。特に、1917年後半から開始したアレクサンドリアからマルセイユへ艦船により兵員を輸送する「大輸送作戦」の護衛任務を成功させ、連合国側の西部戦線での劣勢を覆すことに大きく貢献したものの、多くの犠牲者も出した。
10月にイーペル付近で行われた戦闘はパッシェンデールの戦いとして知られている。カナダ部隊および、長年の戦闘で消耗していたアンザック部隊は10月30日にパッシェンデールの村を占領した。激しい雨によって土地は泥まみれとなっており、この戦闘は後に泥の戦いとして記憶されることになる。これまで何度も見られたように、攻撃側は防御側に比べて極めて多い損害が生じた。軟弱な地盤と砲弾穴によって補給はほぼ不可能であり、両者あわせて50万人もの兵士が死亡している。

### カンブレーの戦い
イギリス軍は11月20日にカンブレーの戦いにおいて、世界初となる大規模な戦車の投入を行った。2個師団のドイツ軍に対して合計324台もの戦車が使用された。奇襲攻撃を重視したため、事前砲撃は行われず、煙幕をはって戦車の進撃をカモフラージュした。塹壕と幅4メートルほどの対戦車壕を乗り越えるために、戦車の上面には木材が備えられていた。第51スコティッシュ・ハイランド師団を除いた師団による攻撃は成功を収め、4ヶ月間のイーペル戦で占領できなかった地点までたった6時間で到達した。損害は4,000名であり、攻勢計画としては極めて少ないものであった。
この攻撃によって形成された突起部は11月30日のドイツ軍の反撃で奪い返された。しかし戦車の有用性がはっきりと認識され、これ以後の戦闘では戦車を中心とした戦術が採用される事になった。一方ドイツ軍は、この戦闘で西部戦線としては初めて突撃歩兵による浸透戦術を使用した。この戦術は第二次世界大戦に機甲師団が登場するまで、歩兵戦術の基本と見なされていた画期的なものである。

## 1918年 - ドイツ軍の春季攻勢

### ブレスト＝リトフスク条約
中央同盟国は、3月3日のブレスト＝リトフスク条約でボリシェヴィキ政府と講和したことで、東部戦線から西部戦線へ部隊を転進させることができるようになった。西部戦線へ送り込まれる東部戦線部隊と、新しく連合国軍に加わるアメリカ軍とのバランスによって、戦争の最終結果は西部戦線で決定されることになった。中央同盟国は、もはやこれ以上長期化する戦争には勝利することはできないこと、到着するアメリカ軍はますます多くなるのが確実なことを悟っていた。その中で、東部戦線からの増援および新しい歩兵戦術の使用により、西部戦線で攻勢を実施し、決定的な勝利を得ることに大きな望みを賭けていた。ルーデンドルフは米軍の存在が致命的となる前、1918年春に攻勢をかけて英仏軍を休戦に追い込もうと考えた。
皮肉なことではあるが、講和によって中央同盟国が占領した領土が小さかったなら、ドイツ軍はより多くの兵力を西部戦線へ投入でき、戦争の結末も違っていたかもしれない。ドイツ軍は東部戦線の44個師団を西部へ移動させた。これによって連合国側の合計173個師団に対して、ドイツ軍は192個師団を数え優勢を確保した。ドイツ軍兵士は浸透戦術の訓練を受け、攻勢準備を着々と整えていたのに対して、連合国は未だに士気と統一指揮権を巡って問題が発生していた。
ルーデンドルフの戦略は、英仏両軍の中間に攻勢をかけ、イギリス軍を北に圧迫してドーバー海峡へと追いやることを目標としていた。これまでに得られなかったような圧倒的な勝利を得るために、浸透戦術の徹底、航空機の活用、詳細な砲撃計画、毒ガスの大規模な使用が図られた。
またドイツ軍は1917年秋にイタリア戦線のカポレットと東部戦線のリガで突破作戦を行った。これらの作戦は来たるべき西部大攻勢の予行演習を兼ねたものであり、リガ戦の司令官フーチェルと参謀長ザウバーツヴァイク、カポレット戦の司令官ベロウと参謀長デルメンジンゲンは西部戦線に配置換えのうえ第17軍と第18軍の司令官および参謀長となった。

### ミヒャエル作戦

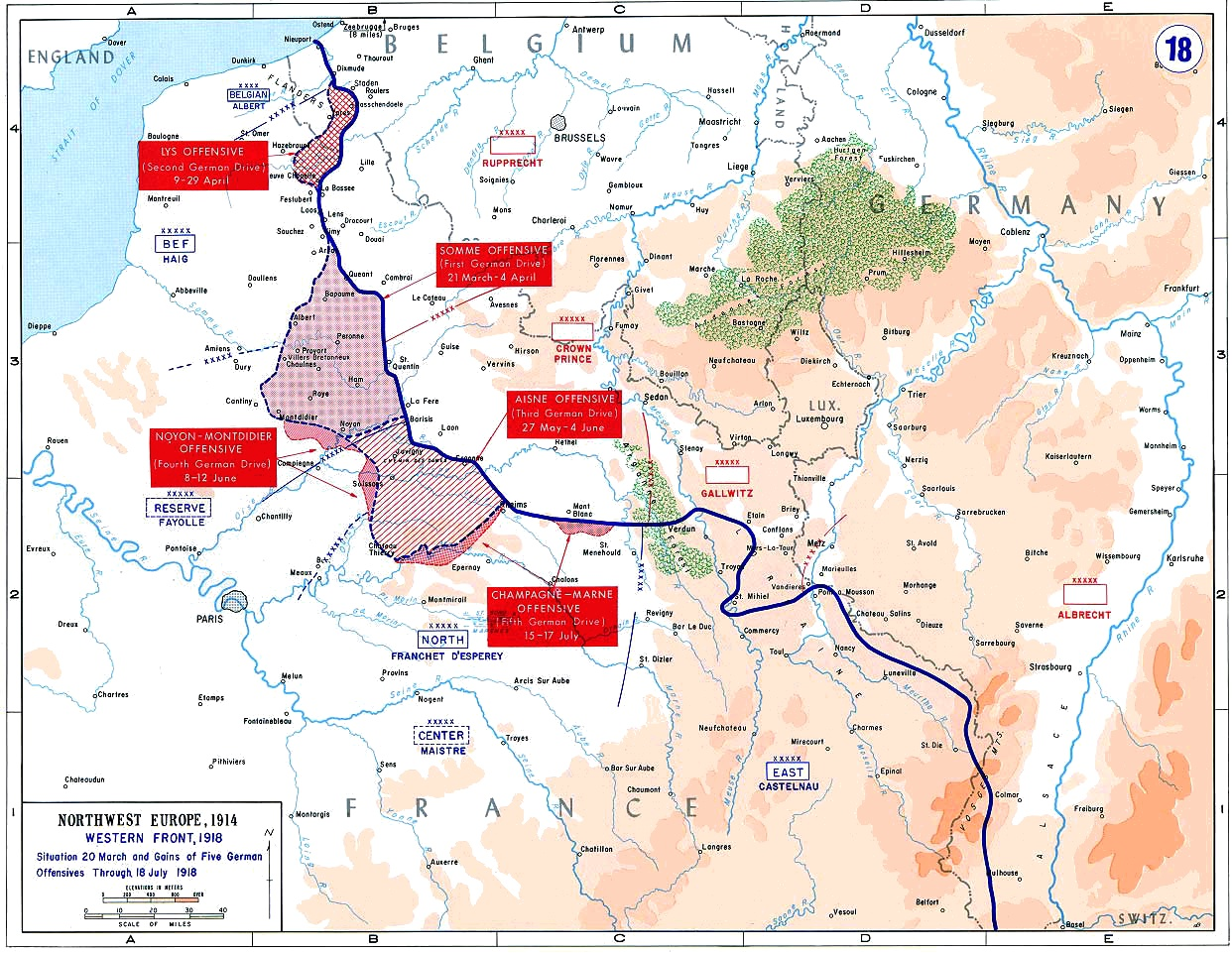
ドイツ軍の攻勢（1918年）

1918年3月21日、1918年春季攻勢（カイザー戦）の緒戦であるミヒャエル作戦発動され、アミアンの鉄道結節点の英軍に対して攻撃が開始された。ルーデンドルフの狙いは英軍と仏軍との分断であった。ドイツ初の戦車A7Vも初めて実戦に投入された。
英仏軍の塹壕は浸透作戦によって破られた。これ以前は、典型的な塹壕への攻撃は長距離砲の砲撃と連続的な前線の大量攻撃によって行われていた。しかしながら、この攻勢では、ドイツ軍は短時間の砲撃を行い、弱点に歩兵を浸透させ、司令部と兵站エリアおよび強固な抵抗拠点の周囲の場所を攻撃した。こうして孤立した拠点を、より重武装の歩兵によって破壊した。この攻勢でドイツ軍は60キロという空前の前進を達成した。これほどの前進を果たしたのは1914年以来これが初めてだった。
前線は今やパリの120キロ以内まで移動していた。3門のクルップ製超大型列車砲「パリ砲」がパリに183発の砲弾を撃ち込んだ。このため多くの市民がパリから脱出した。ヴィルヘルム2世は3月24日を国民の祝日であると宣言した。多くのドイツ人が勝利が近いと確信した。しかしながら、補給欠乏と消耗によりドイツの攻撃が止まった。1918年3月から4月のドイツの死傷者は270,000名に上った。
ドイツ軍の攻勢を受けて、3月26日のドゥラーズ会議において英仏両軍は指揮系統の統一に同意し、連合国軍最高司令部が設置された。総司令官にはフェルディナン・フォッシュが任命された。イギリスの陸軍元帥ダグラス・ヘイグはフォッシュに彼の軍の指揮を委ねた。フォッシュによる巧みな戦線の再構築によって、ルーデンドルフが意図していた突破の可能性は消滅し、従来と同様の消耗戦の様相を呈してきた。

### ジョルジェット作戦
ミヒャエル作戦の後、ドイツは北の海峡の港に向けたジョルジェット作戦（Battle of the Lys）を始動した。 これはそれほど重要でない領土を獲得しただけに終わった。

### アメリカ遠征軍の参戦
5月にはアメリカ遠征軍（AEF）師団が初めて前線に投入され（Battle of Cantigny）、初めての勝利を収めた。夏までには毎月30万名もの兵士がアメリカから輸送されている。総兵力210万人の米軍の登場によって、それまで均衡を保っていた西部戦線に変化が生じつつあった。

### ブルヒャー＝ヨーク作戦
その後ドイツ陸軍のブルヒャー＝ヨーク作戦（第三次エーヌの戦い）が、パリに向かって南方向に実施された。

## 1918年 - 連合国の最終攻勢

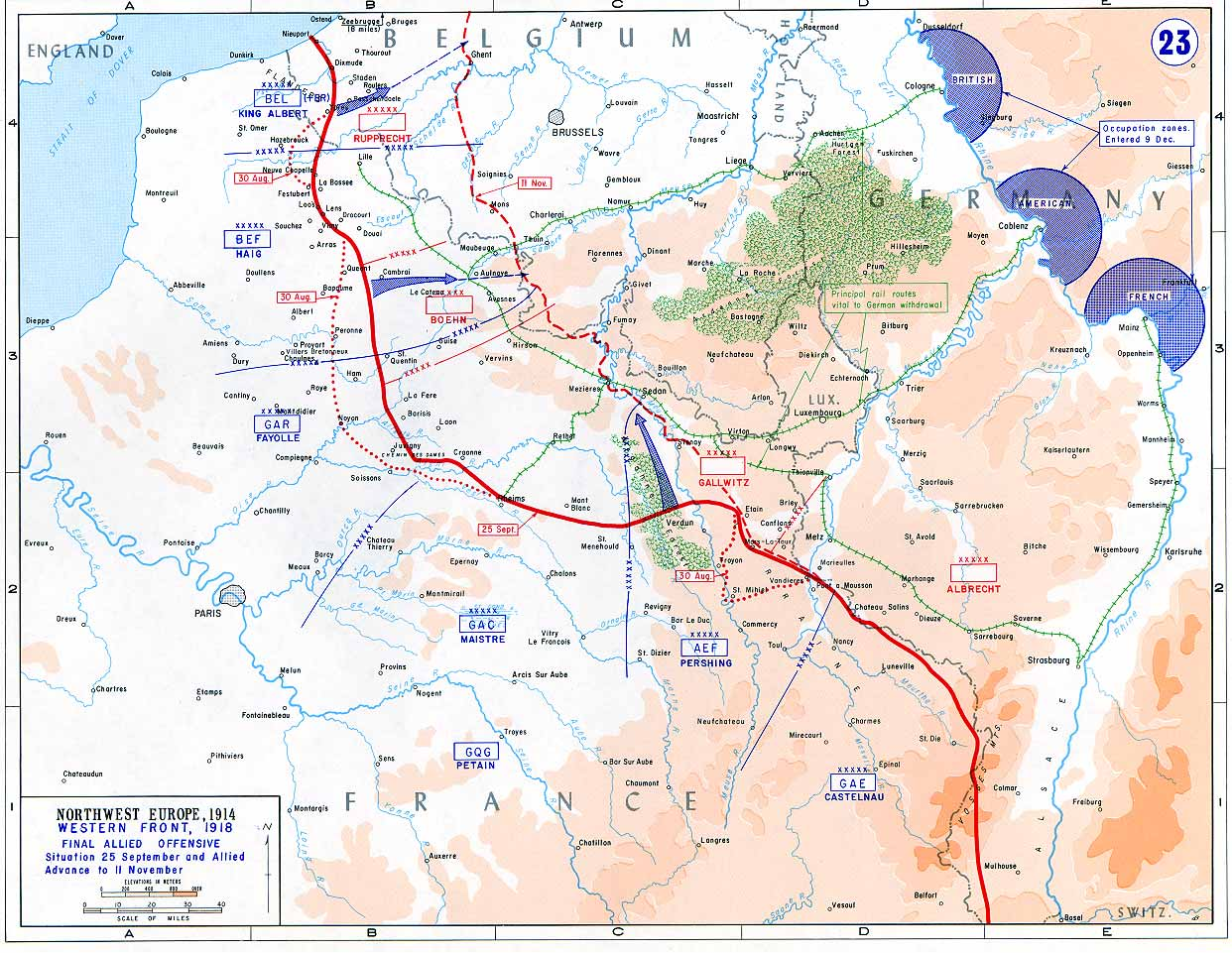
百日攻勢による連合軍の進撃（1918年）

### 第二次マルヌ会戦
ドイツ軍の攻撃によってマルヌ付近に形成された突起部に対してフォッシュは攻撃を企画し、7月に第二次マルヌ会戦が始まった。連合国軍の攻勢はこれまでに見ない成功を収め、翌8月には突起部が解消された。

### アミアンの戦い
この戦闘が終了した2日後の8月8日にはアミアンの戦いが開始された。連合国軍は、マーク4とマーク5タイプの414台の戦車と800機の飛行機と120,000名の兵員を動員し、わずか7時間でドイツ軍の占領地の中に12キロ侵入した。連合国軍はこの戦闘で全戦線において突破に成功し、ヒンデンブルクは8月8日をドイツ陸軍暗黒の日と称することになった。しかしながら、数日の後にその攻勢は速度を落としていた。イギリス部隊の414台の戦車は7台を除くすべてに問題が起こった。1918年8月15日に、ヘイグは攻勢の終わりを宣言し、アルバートでの攻勢を予期して計画を立て始めた。

### 第2次ソンムの戦い
その攻撃は8月21日に始まった（アルバートの戦い）。およそ130,000名の米兵が、英第3軍、第4軍の兵士と共に前進した（第2次ソンムの戦い）。その攻撃は圧倒的な成功で、ドイツ第2軍は55キロ後ろへ押し返された。バパウムの町は8月29日に攻略され（第2次バパウムの戦い）、9月2日までにドイツ軍はヒンデンブルク線まで後退させられていた。

### サン・ミッシェルの戦い
9月になるとジョン・パーシングに率いられたアメリカ遠征軍が50万以上の兵力を投入したサン・ミッシェルの戦いが開始された。

### ムーズ・アルゴンヌ攻勢

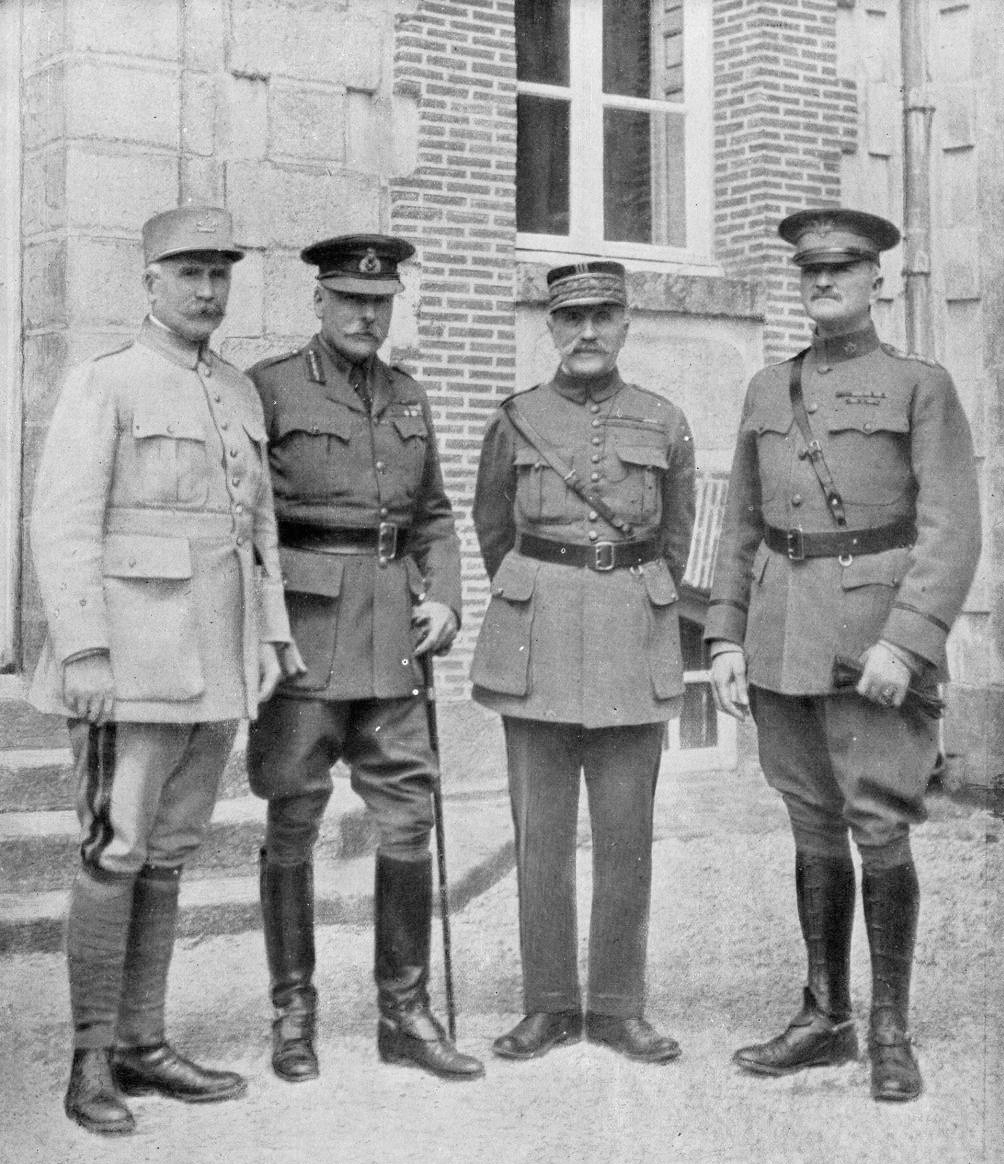
左からペタン、ヘイグ、フォッシュ、パーシング

これに続いてアメリカ遠征軍10個師団を用いて行われたヒンデンブルク線を奪う試み（ムーズ・アルゴンヌ攻勢として知られる）は9月26日に起こった。260,000名のアメリカ兵がヒンデンブルク線に向かって突撃した。アメリカ遠征軍第79師団以外すべての師団は、当初の目的を獲得することに成功していた。第79師団はモンフォコンで激しい抵抗に会って、前進することが不可能であった。この失敗が、ドイツ軍に回復・再編成を許した。モンフォコンは9月27日に落ちたが、前日にそれを制圧できなかった失敗が作戦全体で最も高価なミスの1つであった。

10月の始めまでは、ドイツ側にとって物事が計画通りに行かなくなったことは明白であった。多くの戦車が1度ならず故障しており、そして実際に使用可能であった戦車も、地形が戦車で進入できないとわかると戦車指揮官は戦車を破棄した。これにもかかわらず、ルーデンドルフは10月1日までにドイツには2つの出口があると決定していた。すなわち全滅か休戦かである。彼はそのまさに同じ日にベルギーのスパにおける会談でヒンデンブルクに後者を進言した。パーシングは、疲れ切ったドイツ軍を10月の間ずっとムーズ・アルゴンヌ前線に沿って攻撃し続けた。

## 終戦
| 戦闘       | 年     | 連合国     | ドイツ     |
| ---------- | ------ | ---------- | ---------- |
| マルヌ     | 1914年 | 263,000人  | 250,000人  |
| ヴェルダン | 1916年 | 377,000人+ | 336,000人+ |
| ソンム     | 1916年 | 623,907人  | 465,000人+ |
| エーヌ     | 1917年 | 187,000人  | 168,000人  |
| ミヒャエル | 1918年 | 255,000人  | 239,000人  |

### ドイツ革命
ドイツ軍では人的資源が枯渇しており、経済的、社会的な混乱は頂点に達していた。連合国軍の攻勢によってドイツ軍は致命的な敗北を喫し、大量の降伏者が生じた。軍事的敗北と国内での混乱によって皇帝ヴィルヘルム2世は退位を余儀なくされ、ヒンデンブルクとルーデンドルフも職を辞した。

### 休戦協定
ドイツ革命の発生により成立した臨時政府によって、1918年11月11日に休戦が成立した。西部戦線の崩壊によって、他の戦線においてはドイツ軍が勝利を収め続けていたにもかかわらず、11月11日にドイツ政府は休戦協定を受諾した。

### パリ講和会議
1919年のパリ講和会議においてはフランス・イギリス・アメリカ合衆国が会議を取り仕切り、その結果6月にヴェルサイユ条約がドイツ側に提示された。ドイツには軍事的、経済的に厳しい制限が加えられた。ドイツでは激しい反対が巻き起こったが、連合国軍が無条件での受諾を要求したため、条約は調印、批准された。
アルザス＝ロレーヌ地方はフランスへと返還された。ドイツ軍は兵士数を10万に制限され、海軍もきわめて限定された上に、航空戦力については保持を禁止された。艦艇の多くは休戦協定の発効の後、連合国によって接収されていたが、このうちイギリスのスカパ・フロー軍港に送られた艦艇の大部分は自沈している（スカパ・フローでのドイツ艦隊の自沈）。ライン川西岸地区（ラインラント）は非武装化され、キール運河は国際河川として解放された。同時にロシア帝国の崩壊を受けて東ヨーロッパ諸国の再整理が行われた。

## 影響
1919年のドイツでは完全な経済破綻によって半飢餓が発生した。連合国はライン沿岸のケルン・コブレンツおよびマインツなどを占領し、自国の復興に必要な工業設備と資金を回収した。このような状況の中でドイツ人の間には、ドイツ軍は戦闘には勝利していたが、裏切り者による「背後の一突き」が原因で敗北したのだという神話が生じた。社会主義者やユダヤ人を標的にしたこのような言説は、ヴァイマル共和国におけるナチスの隆盛を招く事になった。 
フランスもまた戦争による消耗に喘いでいた。若年層の喪失と、戦場となった北東部の荒廃によって経済は沈滞していた。ドイツ軍は撤退にあたって鉱山の破壊を指令している。この被害はドイツに対して膨大な第一次世界大戦の賠償を求めさせる動機となり、ドイツ、そしてフランスを含めた世界経済にも多大な悪影響を与えた。ドイツとの再度の戦争を恐れたフランスは、後にマジノ線と称される長大な要塞群を国境線付近に建設することになる。
あまりの損失におののいた英仏両政府は、戦争を忌避するようになった。アドルフ・ヒトラーによるドイツ拡張政策（1936年3月7日、ラインラント進駐）にも不十分な対応しかとれず、第二次世界大戦の冒頭はドイツ側に攻め入ることもせず、まやかし戦争と呼ばれる状態を生み出した。戦線の各地には現在も不発弾が埋まっており、処理には700年以上かかると見積もられている。

## 世界遺産
ベルギー北部からフランス東部にかけて存在するネクロポリス、墓地、記念碑などは2023年に「第一次世界大戦（西部戦線）の追悼と記憶の場所」としてユネスコの世界遺産に登録された。

### 登録基準
この世界遺産は世界遺産登録基準のうち、以下の条件を満たし、登録された（以下の基準は世界遺産センター公表の登録基準からの翻訳、引用である）。
- (3) 現存するまたは消滅した文化的伝統または文明の、唯一のまたは少なくとも稀な証拠。
- (4) 人類の歴史上重要な時代を例証する建築様式、建築物群、技術の集積または景観の優れた例。
- (6) 顕著で普遍的な意義を有する出来事、現存する伝統、思想、信仰または芸術的、文学的作品と直接にまたは明白に関連するもの（この基準は他の基準と組み合わせて用いるのが望ましいと世界遺産委員会は考えている）。